# 김동근 (1953년)
김동근(金東根, 1953년 3월 18일 ~ )은 대한민국의 제3·4·5·6대 전라남도 신안군의원이다.

## 학력
- 압해쌍룡국민학교 졸업
- 목포제일중학교 졸업
- 목포기계공고등학교 졸업
- 나주대학 환경학과 전문학사 졸업

## 경력
- 전라남도 압해면 청년회 회장 역임
- 전라남도 신안군 체육회 회장
- 전라남도 신안군 축구협회 회장
- 민주평화통일자문회의 정책위원회 자문위원
- 새천년민주당 전라남도 신안군 연락소 총무부 부장
- 한국장애인 후원단체 '붉은태양' 자문위원
- 1998.07 ~ 2002.06 제3대 전라남도 신안군의회 의원
- 2002.07 ~ 2006.06 제4대 전라남도 신안군의회 의원
- 2002.07 ~ 2004.07 제4대 전라남도 신안군의회 전반기 부의장
- 2004.07 ~ 2006.06 제4대 전라남도 신안군의회 후반기 부의장
- 2006.07 ~ 2010.06 제5대 전라남도 신안군의회 의원
- 2006.07 ~ 2008.07 제5대 전라남도 신안군의회 전반기 부의장
- 2010.07 ~ 2014.06 제6대 전라남도 신안군의회 의원
- 2010.07 ~ 2012.07 제6대 전라남도 신안군의회 전반기 의장
- 2015 전라남도 신안군의회 후보
- 2016.03.31 더불어민주당 탈당
- 2016.04.11 국민의당 입당
- 2016.04.11 ~ 2018.02 국민의당 지방자치행정자문위원
- 2018.02 ~ 2018.05 민주평화당

## 역대 선거 결과
|  | 26.30% |

|  | 51.61% |

|  | 20.58% |

|  | 16.66% |

|  | 13.43% |

|  | 21.77% |

|  | 24.15% |